# Il était une fois… la Vie
Pour les articles homonymes, voir Il était une fois.
Il était une fois… l'Espace Il était une fois… les Amériques
Il était une fois... la Vie est une série télévisée d'animation française en 26 épisodes de 25 minutes, créée, écrite et réalisée par  Albert Barillé  en 1986. Elle est la troisième série de l'ensemble Il était une fois… et a pour sous-titre La fabuleuse histoire du corps humain. En France, elle est diffusée à partir du 10 décembre 1986 sur Canal+ dans l'émission Cabou Cadin puis à partir du 13 septembre 1987 sur FR3 d'abord sans émission jeunesse, puis dans Samdynamite. Elle est rediffusée dans les années 90 sur Canal J puis sur France 3 dans Les Minikeums puis sur Télétoon en 2001-2002, vers 2004-2005 sur Ma Planète et puis aussi Gulli à partir du 6 février 2006. La version restaurée et en HD de 2016 est diffusée depuis le 4 mars 2017 sur France 4.

## Synopsis
Cette série est destinée aux enfants et aux adultes curieux du fonctionnement du corps humain.
Elle raconte de façon ludique l'architecture et la composition des différents types cellulaires, des tissus biologiques et des organes ainsi que leurs fonctions respectives. De plus, ces descriptions microscopiques des composants du corps s'intègrent dans des scénarios pédagogiques traitant plus globalement du développement du corps humain, de ses fonctions physiologiques principales, du cycle de la vie et de l'éducation à la santé.

## Personnages

### Personnages principaux
Comme dans chacun des dessins animés de la série Il était une fois..., les personnages se composent essentiellement de Maestro, Pierre/Pierrot, Psi, Petit Gros, Maman/Petite Pierrette, le Teigneux, le Nabot, etc., mais qui, ici, personnifient également les éléments ou les parasites du corps humain. D'autres personnages spécifiques au corps humain se rajoutent pour cette série.

#### Personnages humains à part entière et dans le corps humain
- Maestro
- Pierre/Pierrot
- Psi
- le Gros/Petit Gros
- Le Nabot
- Le Teigneux

#### Personnages n'évoluant que dans le corps humain
- Maître Globus (qui reprend les traits de Maestro)
- Hémo (qui reprend les traits du Gros)
- Globine (qui reprend les traits de petite Pierrette)
- Métro (personnage issu d'Il était une fois l'Espace)

#### Personnage humains à part entière uniquement
- (Maman) Pierrette
- (Petite) Pierrette

### Description et fonctions des personnages
On retrouve, déclinés sous plusieurs formes, à chaque épisode ou presque :
- Le chef de cellule (quelle qu'elle soit) : et savant Maestro, le petit personnage barbu et enrobé, portant la même combinaison que dans Il était une fois... l'Espace. Il est souvent assoupi dans son fauteuil et est entouré en général de deux assistants qui hésitent à le réveiller quand il y a un problème. Il est aussi le bon médecin qui prodigue conseils et soins aux jeunes (souvent imprudents). Le chef de certaines cellules est parfois représenté par un autre personnage, barbu également, mais plus grand et svelte.
- Les gènes sont jaunes et ont sur la poitrine la lettre A, C, T ou G.
- Les enzymes, ouvriers du corps humain, représentés en petits personnages humanoïdes tous identiques (ou presque), habillés d'une salopette et une casquette bleue.
- Les messagers du système nerveux, dont les interférons, petits personnages bleus avec une crête, habillés avec un pantalon blanc qui courent à travers le corps humain pour transmettre les messages et ceux de la douleur ont une moto.
- Les hormones, représentées par des robots sur propulsés par une hélice. Ils sont peints en rapport avec leur fonction.
- Les globules rouges : représentés par des petits personnages humanoïdes, parmi lesquels on retrouve à chaque épisode Maître Globus, un très vieux globule rouge plein de sagesse et de savoir qui explique et décrit les organes qu'il traverse à ses deux compagnons, Hémo et Globine, à qui il sert de guide. Ils sont rouge pâle/orangé quand ils transportent du dioxygène et rouge foncé lorsqu'ils transportent du dioxyde de carbone. Hémo est à la fois costaud, tendre et naïf tandis que son amie Globine (mi-petite Pierrette mi-Betty Boo), malgré ses yeux innocents, est futée.
- Les globules blancs, défenses du corps humain:
  - Les polynucléaires (granulocytes neutrophiles) : petits personnages tous identiques, à l'exception de leur chef. Un peu enveloppés, entièrement blancs (sauf leur chef, Petit Gros, chef d'un groupe de l'infanterie de combat de la police du corps, à la peau rose et aux cheveux roux), habillés entièrement en blanc, avec un dessin d'étoile de shérif jaune sur leur maillot, sont coiffés d'une casquette blanche et armés d'une matraque blanche. Ils patrouillent dans le corps humain tels des policiers, demandant leur « carte HLA » aux individus suspects, et aspirent les microbes et autres virus qui traînent. En cas d'infection grave, ils se multiplient et constituent la première ligne de défense du corps.
  - Les granulocytes basophiles : sont représentés par des femmes en blanc, un peu enveloppées, qui portent des paniers en osier, contenant des «grenades histamine» qu'elle lancent sur leurs agresseurs.
  - Lymphocytes
    - Les lymphocytes B sont représentés par des petits personnages humains (jeunes hommes ou femmes), en combinaison de type spatiale, bleu clair (ou orange) et blanche avec épaulettes (ils reprennent en fait les costumes des soldats de la Confédération d'Oméga d'Il était une fois... l'Espace). Ils se déplacent dans des petits vaisseaux en forme de bulle, propulsés par deux turbines, qui peuvent se déformer pour traverser une paroi cellulaire (diapédèse). Ils sont en général deux, Pierrot (le garçon) et Psi (la fille) (respectivement capitaine de la Police du corps, et lieutenant de Police et adjointe de Pierrot). D'autres apparaissent en cas d'infection majeure, mais contrairement aux granulocytes, ils sont tous différents. Leur rôle en cas d'infection consistent, outre à avertir les autres lymphocytes, à bombarder les intrus d'anticorps.
    - Les lymphocytes T : représentés de la même façon que les lymphocytes B. Ils sont par contre équipés de lasers pour lutter contre les cellules cancéreuses, ou d'une sorte de gaz de combat contre les microbes.

  - Les « bennes macrophages » : représentés par des sortes de véhicules jaunes, en forme de tête de crapaud, ou par des boules surmontées d'un cockpit, pourvus de tentacules, qui aspirent les intrus ou les aspergent de liquide corrosif. Leur rôle consiste à nettoyer (manger) les déchets, et à gober les bactéries ou virus.
- Les anticorps sont représentés par des petits personnages en forme d'insectes volants (qui émettent un bruit d'essaim d'abeilles). Parfois entièrement blancs, parfois avec un V doré sur l'avant (souvent uniquement leur chef, Métro ("parachutiste-anticorps" portant une armure métallique, sûr de lui, rouspéteur et souvent hilare durant ses "fonctions")— personnage repris d'Il était une fois... l'Espace où il est la version robotisée de Maestro) ils patrouillent librement dans le corps mais sont plus souvent libérés par les lymphocytes B. Spécifiques à l'intrus, ils changent parfois de forme (notamment contre les bacilles du tétanos, ils portent un long faux nez, et parodient Cyrano de Bergerac).
- Les plaquettes sont représentées par des petits personnages ronds et rouges, avec quatre bras et deux jambes, qui se promènent dans la circulation sanguine avec les globules rouges. Ils vont recouvrir les plaies et coupures de vaisseaux sanguins, et se transforment alors en dalles hexagonales.
- Les nutriments : sucre (bonbons roses et rouges), glucides (en forme de cône jaune pâle), graisses (sorte de petits dinosaures jaunes), les protéines (petits personnages humanoïdes jaune-orangé, musclés à longues oreilles, habillés d'une salopette marron), sel (salières), eau (gouttes), vitamines (lettres se déplaçant par bonds, parfois pour la vitamine D petits personnages humanoïdes se déplaçant en patin à roulettes et transportant du calcium ou du phosphore), les fibres (en forme de haricot vert).
- Les corpuscules de Pacini sont des tournesols.
- Les corpuscules de Krause sont bleus, ont une moustache et portent un bonnet.
- Les transmetteurs chimiques ressemblent à des erlenmeyers de couleur verte.
- Les messagers de la douleur sont représentés en motards.
- Les bactéries amies (Escherichia coli) : représentées sous la forme de sorte de chenilles placides, marron avec une moustache.
- Les intrus :
  - Les bactéries et microbes sous la forme de grands personnages bleus ou jaune au nez rouge, hargneux. Leur chef est le Teigneux (mais il n'est pas nommé dans la série).
  - Les virus, sous la forme de petits vers jaunes avec un nez et des cornes rouges ou verts. Selon le type de virus (grippe, hépatite, etc.) ils ont une forme légèrement différente. Leur chef est  l'insidieux et sournois Nabot (avec nez rouge et la coupe de cheveux rouge du Nabot, et il n'est pas nommé dans la série).
  - Les poussières, petites boules marrons avec des poils.
  - Les toxines chimiques sous la forme de chars d'assauts.
- Pierrette : elle réconforte et soigne ses/les enfants lorsqu'ils sont malades ou ont un petit bobo. Elle fait souvent appel à leur médecin Maestro.

## Déroulement de l'histoire
L'histoire se passe généralement dans le corps de Pierrot (corps «normal» et généralement sain), dans 2 épisodes dans celui de Psi, parfois celui de Petit-Gros (corps un peu enrobé, et parfois non vacciné), et dans 2 épisodes celui de Petite-Pierrette, et en contre-exemple celui du Teigneux ou du Nabot (fumeur, qui boit de l'alcool et mange trop gras) puis dans le dernier épisode on découvre le corps d'un homme âgé (corps affaibli par le temps). Enfin, Maestro est présenté en tant que médecin, docteur, dentiste, etc. pour finir scientifique dans le dernier épisode.

## Fiche technique
- Titre : Il était une fois... la Vie
- Sous-titre : La fabuleuse histoire du corps humain

### Voix françaises
- Roger Carel : le narrateur, Maestro, Métro, Maître Globus, colonel Pierre, le Nabot
- Gilles Laurent : Capitaine Pierrot (le globule blanc)
- Gilles Tamiz : Petit Pierrot (l'humain), Petit Gros
- Marie-Laure Beneston (voix principale) et Béatrice Bruno (voix de remplacement) : Pierrette, le lieutenant Psi, Globine, Petite Pierrette
- Alain Dorval : Hémo, le Gros, le Teigneux (voix principale)
  - Sady Rebbot, Henry Djanik, Serge Sauvion et Pascal Renwick : voix de remplacement[2]
- Patrick Préjean : le Nabot (voix de remplacement)
- Vincent Ropion : Capitaine Pierrot (voix de remplacement)
- Thierry Ragueneau : Petit Pierrot (voix de remplacement)

### Participations
Bien que la société de production Procidis soit française, de nombreux pays ont participé à la réalisation de cette série. Dans l'ordre des crédits (dans le générique) :
- FR3  France
- Canal+  France
- Société Radio-Canada (SRC)  Canada
- Televisión española (RTVE)  Espagne
- KRO Holland (KRO)  Pays-Bas
- Radio télévision suisse romande (TSR)  Suisse
- Radio televisione della Svizzera Italiana (SSR)  Suisse
- Radiodiffusion-télévision Belge francophone (RTBF)  Belgique
- Belgische radio en televisie (BRT)  Belgique
- Eiken Co.Ltd (EK)  Japon

Avec la participation du Ministère de la Culture et le Ministère des PTT (France).

### Musique
La musique de la  bande-son et du générique Hymne à la vie a  été composée par Michel Legrand et orchestrée par Armand Migiani. La chanson du générique est interprétée par Sandra Kim sur des paroles d'Albert Barillé pour la version française. Elle est produite par Procidis et publiée aux Éditions Carrère. La bande originale du dessin animé est sortie en 2002 en CD.

### Design
Comme dans les opus précédents, Il était une fois... l'Homme et Il était une fois... l'Espace, le graphisme et les recherches plastiques sont réalisés par Jean Barbaud. On remarque au-delà de la similitude des personnages principaux des ressemblances avec la série précédente Il était une fois... l'Espace (Confédération de l'Oméga/lymphocytes...), l'aspect futuriste des vaisseaux et bâtiments symbolisant certains éléments du corps humain, ainsi que certains thèmes musicaux.
Les décors sont de Claude Lambert.

## Épisodes
1. La Planète cellule
2. La Naissance
3. Les Sentinelles du corps
4. La Moelle osseuse
5. Le Sang
6. Les Petites Plaquettes
7. Le Cœur
8. La Respiration
9. Le Cerveau
10. Les Neurones
11. L'Œil
12. L'Oreille
13. La Peau
14. La Bouche et les Dents
15. La Digestion
16. L'Usine du foie
17. Les Reins
18. Le Système lymphatique
19. Les Os et le Squelette
20. Les Muscles et la Graisse
21. Guerre aux toxines
22. La Vaccination
23. Les Hormones
24. Les Chaînes de la vie
25. Réparations et Transformations
26. Et la vie va…

## Version restaurée

### Procédé
À l'initiative d'Hélène Barillé, l'épouse du créateur et producteur Albert Barillé, la série est restaurée en 2016. Cette version en haute définition et en 16:9, inscrite dans la collection « Hello Maestro ! », a nécessité un travail de plusieurs mois qui a été effectué par le laboratoire Mikros Image près de Paris. L'image a été améliorée notamment par le graphiste Aurélien Grand : correction de petites erreurs d'animation et « nettoyage » de l'image, la mise en couleurs est effectuée par Afroula Hadjiyanakis. Le son est de meilleure qualité, et la musique a été redéfinie avec une table de mixage et remasterisée. Le générique du début (la chanson interprétée par Sandra Kim en 1986) est écourté par rapport à la diffusion originale, tandis que celui de fin est de la même durée que dans la première version.

### Diffusion et commercialisation
Des épisodes de cette nouvelle version sont disponibles dès le 4 février 2017 sur la plateforme de l'émission de France 4 ludo.fr. La chaîne France 4 diffuse les épisodes de cette version restaurée, depuis le 4 mars 2017, dans l'émission  Ludo, tous les soirs à 19 h 30 et le week-end à 11 h 40. Les épisodes restaurés sont regardés en moyenne par 388 000 téléspectateurs, dont un a rassemblé 510 000 personnes.La série Il était une fois... la Vie est disponible aussi sur Okoo, une marque pour la jeunesse de France Télévisions.
Depuis le 18 août 2017, la série est disponible en DVD et Blu-Ray.[réf. souhaitée]
Netflix annonce sur son compte Twitter le 18 octobre 2019 que la série est désormais disponible sur sa plateforme.
Une chaîne YouTube est disponible également.

## Récompenses
- 1988 : 7 d'or de la meilleure émission pour la jeunesse (France)
- Pater, meilleure émission pour la jeunesse (Australie)

## Adaptations

### Livres
Durant le premier trimestre de 1990 sort la collection Il était une fois la vie (Le corps humain) composée de soixante-cinq albums. Elle est conçue par Albert Barillé, produite par Procidis (Sogemo pour l'adaptation et la réalisation en langue française) et publiée aux éditions Hachette-Fabbri[réf. nécessaire]. L'auteur est l'Équipe Multilibro SA qui en est aussi la réalisatrice et la coordinatrice technique. Le graphisme et les décors sont réalisés par la même équipe que pour la série télévisée. Les trente premiers volumes ont été conçus par des spécialistes de l'anatomie (médecins, professeurs) et les vingt derniers par des professionnels du secourisme et de la prévention. Cette collection traite et développe les mêmes thèmes que ceux étudiés à l'école.

### Jeux vidéos
En l’an 2000, une série de jeux vidéos d’Il était une fois la vie a été produite, aussi nombreux que les épisodes de la série : 26 CD-ROM. Ils sont téléchargeables gratuitement en tant qu’abandogiciels. Ces jeux proposent, pour chaque organe ou fonctionnement du corps :
- une encyclopédie animée et interactive ;
- le dessin animé correspondant ;
- un quiz ;
- une « mission santé » dans laquelle Pierrot dans son vaisseau doit réparer un organe très mal en point ;
- une exploration en 3D de l’organe avec des commentaires audio.

Ces CD proposent aussi un atlas consistant à placer une trentaine d’organes au bon endroit sur un mannequin.
Il existe également une version synthétique en deux CD, parue en 2002, et encore disponible à la vente,.

### Bande dessinée
Des bandes dessinées Il était une fois la vie produites par Soleil Productions paraissent depuis mars 2017. Elles sont scénarisées par Jean-Charles Gaudin et illustrées par Minte. Cette série reprend les personnages de la série d'animation mais donne plus d'importance aux personnages humains. Ces bandes dessinées combinent des histoires inédites et modernisées avec des scènes identiques à celles du dessin animé.
À ce jour la série compte :
- Il était une fois la vie 01 – Le Cœur[8]
- Il était une fois la vie 02 – Le Cerveau
- Il était une fois la vie 03 – Les Os et le Squelette
- Il était une fois la vie 04 – Les Muscles et la Graisse

## Culture populaire
Dans le film Titane (2021) de Julia Ducournau, on peut brièvement voir des images et entendre la chanson du générique lorsqu'un des personnages du film regarde la télé.
Un autre clip de la série apparaît dans le film Mascarade (2022) quand est regardé cette fois par le caractère de Ava.